# LH54-425
LH54-425 és un parell de grans estrelles blaves situades en el Gran Núvol de Magalhães. L'estrella principal (tipus espectral O3) és una de les més calentes conegudes, mentre que la secundària és de tipus O6. S'espera que en pocs milions d'anys tots dos s'expandeixin en supergegants vermelles i que acabin les seves vides en supernoves.